# Сангай Нгедуп
Льонпо Сангай Нгедуп (англ. Sangay Ngedup; нар. 1 липня 1953 року, Нобганг) — бутанський політик, прем'єр-міністр Бутану 9 липня 1999 року — 20 липня 2000 року і 5 вересня 2005 року — 7 вересня 2006 року.

## Біографія
Сангай Нгедуп народився в селі Нобганг, дзонгхаг Пунакха. У нього ще є п'ятеро сестер і молодший брат. Четверо його сестер є королевами Бутану, дружинами четвертого короля Бутану Джігме Сінг'є Вангчука. Сангай Нгедуп закінчив коледж св. Стефана в Нью-Делі, Індія і дипломатичні курси в Австралії і Нью-Делі. В 1976 році він вступив на дипломатичну службу.
В 1977 році Сангай Нгедуп працював в постійному представництві Бутану при ООН в Нью-Йорку, потім був другим (пізніше першим) секретарем посольства Бутану в Нью-Делі. В 1989 році Сангай Нгедуп був призначений послом Бутану в Кувейті.
В 1989 році Сангай Нгедуп був переведений на посаду керівника Департаменту промисловості та торгівлі, яку з квітня 1991 року суміщав з посадою секретаря Комісії з планування. В 1992 році він став Генеральним директором охорони здоров'я, а в 1998 році міністром охорони здоров'я та освіти. З 9 липня 1999 року до 20 липня 2000 року Сангай Нгедуп був прем'єр-міністром Бутану. З 2003 по 2007 рік він був міністром освіти, а потім з 5 вересня 2005 по 7 вересня 2006 рік знову був прем'єр-міністром. У липні 2007 року він разом з прем'єр-міністром Ханду Вангчуком та іншими п'ятьма міністрами пішов з уряду, щоб взяти участь у перших в країні демократичних виборах 2008 року. Сангай Нгедуп, який продемонстрував демократичний стиль керівництва, був одноголосно обраний головою новоствореної Народно-демократичної партії.
За підсумками виборів Народно-демократична партія зайняла 2 з 47 місць в Національній асамблеї, однак її лідер, Сангай Нгедуп, не зміг перемогти у своєму виборчому окрузі.
Льонпо Сангай Нгедуп є почесним президентом Бутанської скаутської асоціації.

## Нагороди
24 серпня 1987 року Сангай Нгедуп був нагороджений королем червоним шарфом кабні, а 1 січня 1998 року — помаранчевим шарфом. 2 червня 1999 року за досягнення в галузі сільського господарства, охорони здоров'я та освіти Сангай Нгедуп був нагороджений вищою цивільною нагородою Бутану — Королівським орденом.